# Vegard Stake Laengen
Vegard Stake Laengen (* 7. února 1989) je norský profesionální silniční cyklista jezdící za UCI WorldTeam UAE Team Emirates XRG.

## Úspěchy
2009
Rogaland GP
10. místo celkově
2010
Giro del Friuli-Venezia Giulia
 celkový vítěz
Národní šampionát
4. místo silniční závod
Tour Alsace
9. místo celkově
2011
Národní šampionát
2. místo silniční závod
4. místo časovka
Le Triptyque des Monts et Châteaux
3. místo celkově
Tour de l'Avenir
4. místo celkově
Tour Alsace
5. místo celkově
7. místo Kolem Flander U23
2012
Tour de Beauce
vítěz 5. etapy
Národní šampionát
5. místo silniční závod
2013
3. místo Tour du Doubs
2014
9. místo Boucles de l'Aulne
2015
Tour Alsace
 celkový vítěz
vítěz 3. etapy
2. místo Ronde de l'Oise
Národní šampionát
3. místo silniční závod
4. místo časovka
4. místo Ringerike GP
2016
Národní šampionát
2. místo časovka
2017
Tour of California
6. místo celkově
8. místo Gran Premio di Lugano
Tour de France
 cena bojovnosti po 6. etapě
2018
Národní šampionát
 vítěz silničního závodu
Kolem Slovinska
10. místo celkově
2021
2. místo Trofeo Andratx – Mirador d’Es Colomer

#### Výsledky na Grand Tours
| Grand Tour      | 2016 | 2017 | 2018 | 2019 | 2020 | 2021 | 2022 | 2023 | 2024 |
| --------------- | ---- | ---- | ---- | ---- | ---- | ---- | ---- | ---- | ---- |
| Giro d'Italia   | 83   | —    | 102  | —    | —    | —    | —    | —    | 75   |
| Tour de France  | —    | 127  | —    | 107  | 82   | 112  | DNF  | 102  |      |
| Vuelta a España | 81   | —    | 107  | —    | —    | —    | —    |      |      |

#### Výsledky na klasikách
| Monument               | 2012 | 2013 | 2014 | 2015 | 2016 | 2017 | 2018 | 2019 | 2020 | 2021 |
| ---------------------- | ---- | ---- | ---- | ---- | ---- | ---- | ---- | ---- | ---- | ---- |
| Milán – San Remo       | DNF  | —    | —    | —    | —    | 135  | —    | —    | —    | —    |
| Kolem Flander          | —    | —    | —    | —    | 70   | DNF  | —    | 121  | DNF  | 105  |
| Paříž–Roubaix          | —    | 93   | DNF  | —    | —    | —    | —    | DNF  | NS   |      |
| Lutych–Bastogne–Lutych | 95   | —    | —    | —    | 129  | —    | —    | —    | —    | 132  |
| Giro di Lombardia      | —    | —    | —    | —    | DNF  | —    | —    | —    | —    |      |
| Klasika                | 2012 | 2013 | 2014 | 2015 | 2016 | 2017 | 2018 | 2019 | 2020 | 2021 |
| Gent–Wevelgem          | —    | —    | —    | —    | —    | —    | —    | 72   | 89   | —    |
| Amstel Gold Race       | —    | —    | —    | —    | 76   | —    | —    | —    | NS   | —    |
| Valonský šíp           | 76   | —    | —    | —    | 160  | —    | —    | —    | —    | —    |
| Paříž–Tours            | 58   | —    | DNF  | —    | —    | —    | —    | DNF  | —    |      |

| —   | Nezúčastnil se |
| DNF | Nedokončil     |
| NS  | Nekonalo se    |